# Новая Сахча
Новая Сахча — село в Старосахчинском сельском поселении Мелекесского района Ульяновской области.

## География
Находится на правом берегу Малого Черемшана примерно в 35 км к северо-востоку от районного центра города Димитровград.

## История
Во время Крестьянской войны (1773—1775) восставшие заняли Новую Сахчу.
В 1780 году, при создании Симбирского наместничества, село Новая Сахча Ахтемирово тож, ясашных крестьян, крещеных чуваш, при речке Малом Черемшане, вошло в состав Ставропольского уезда.
На 1900 году село Новая Сахча имелось: церковь, земскую школу, школу грамоты, водяную мельницу, дегтярный завод, люди занимались выделкой полозьев, ведёр и колёс.
В 1910 году в селе было 135 дворов, 876 жителей.
В 1930 году был создан колхоз «Решительный», в 1950 году присоединён к колхозу имени 3-го Интернационала (Старая Сахча).
В 1952 году, из материала ликвидированной местной церкви, в селе Старая Сахча был построен первый клуб.
В 1990-е годы отделение СПХ «Сахча».

## Население
| 1859 | 1889 | 1897 | 1910 | 2010 |
| ---- | ---- | ---- | ---- | ---- |
| 381  | ↗590 | ↗671 | ↗876 | ↘93  |

Население составляло 158 человек (чуваши 68 %, русские 32 %) в 2002 году.

## Инфраструктура
В селе имеются фельшерский пункт, магазин, церковь, почтовое отделение.